# Теміров Ібрагім Калмукович
Ібрагім Калмукович Теміров (1906, аул Джегута Терської області, тепер аул Карт-Джурт, Карачаєво-Черкесія, Російська Федерація — липень 1979, місто Черкеськ, Карачаєво-Черкесія, Російська Федерація) — радянський партійний діяч, співробітник органів держбезпеки, 1-й секретар Карачаївського обласного комітету ВКП(б). Депутат Верховної Ради СРСР 1-го скликання (1937—1944).

## Біографія
Народився в родині селянина. З січня 1922 по січень 1925 року — селянин у своєму господарстві в Джегуті. У 1924 році вступив до комсомолу. З січня 1925 по серпень 1926 року — касир аулради в Джегуті.
У серпні 1926 — січні 1928 року — слухач дворічної радпартшколи в станиці Баталпашинській Карачаївської автономнної області.
З січня 1928 по січень 1929 року — завідувач хати-читальні в Джегуті.
Член ВКП(б) з червня 1928 року.
У січні — червні 1929 року — слухач сільськогосподарських курсів у Владикавказі.
З червня 1929 по травень 1930 року — голова сільськогосподарського кредитного товариства, з травня 1930 по січень 1931 року — секретар осередку ВКП(б) в Джегуті Карачаївської автономнної області.
У січні 1931 — січні 1932 року — завідувач кадрів Карачаївського обласного комітету ВКП(б).
З січня по травень 1932 року — завідувач Карачаївського обласного земельного відділу.
У травні 1932 — червні 1933 року — секретар партійного колективу Кисловодського військового конярського заводу в місті Кисловодську. З червня 1933 по лютий 1934 року — практикант відділу ОДПУ СРСР.
З лютого по вересень 1934 року — завідувач відділу(?) Карачаївської обласної ради в Мікоян-Шахарі.
У вересні 1934 — липні 1935 року — слухач курсів національних партійних працівників при Комуністичному університеті трудящих сходу імені Сталіна в Москві, закінчив один курс.
У липні 1935 — липні 1937 року — інструктор Карачаївського обласного комітету ВКП(б).
З липня по жовтень 1937 року — начальник Карачаївського обласного земельного відділу.
У жовтні 1937 — жовтні 1939 року — 1-й секретар обласного комітету ВКП(б) Карачаївської автономної області.
У жовтні 1939 — листопаді 1940 року — не працював, проживав у місті Мікоян-Шахарі.
З листопада 1940 по лютий 1941 року — заступник голови президії з кадрів Орджонікідзевської крайової спілки споживчих товариств.
З березня по серпень 1941 року — слухач Вищих кооперативних курсів Центроспілки в Москві.
У серпні 1941 (березні 1942) — березні 1944 року — голова виконавчого комітету обласної ради Карачаївської автономної області. З серпня 1942 по січень 1943 року — партизан Західної групи партизанських загонів Ставропольського краю у горах Північного Кавказу.
У березні 1944 року депортований до Казахської РСР під час депортації карачаївського народу. У березні 1944 — січні 1945 року — голова сільпо на станції Мерке Джамбульськой області Казахської РСР. З січня 1945 по травень 1946 року —  завідувач Меркенського районного торгового відділу Джамбульськой області.
З травня 1946 по січень 1947 року — завідувач підсобного господарства райпромкомбінату в селі Ворошиловське Фрунзенської області Киргизької РСР. У січні 1947 — січні 1948 року — хворів, не працював, проживав у селі Люксембург Кантського району Киргизької РСР. З січня 1948 по лютий 1949 року — фінагент райфінвідділу. З лютого 1949 по квітень 1956 року — колгоспник, завідувач матеріального складу колгоспу «Праця» села Люксембург Кантського району Киргизької РСР. У квітні 1956 — лютому 1957 року — не працював.
З лютого 1957 року проживав у місті Черкеську Карачаєво-Черкеської автономної області. У лютому 1957 — жовтні 1958 року — заступник завідувача Карачаєво-Черкеського обласного відділу соціального забезпечення. З жовтня 1958 по березень 1960 року — завідувач відділу переселення і оргнабору робітників при Карачаєво-Черкеському облвиконкомі.
З березня 1960 по листопад 1962 року — на пенсії. У листопаді 1962 — червні 1964 року — уповноважений Головного управління «Росголоввтормет» при Держплані РРФСР.
З червня 1964 року — на пенсії в Черкеську. Помер у липні 1979 року.